# Lot y sus hijas (Orazio Gentileschi, Madrid)
Lot y sus hijas es una pintura al óleo sobre lienzo del pintor italiano Orazio Gentileschi realizada entre 1621 y 1623 con la temática bíblica de Lot. Ahora se encuentra en el Museo Thyssen-Bornemisza de Madrid.